# Фелікс Шиндер
Фелікс Шиндер (нар. 29 серпня 1986, Одеса) — український музикант, співак, автор пісень та актор. Засновник музичного гурту «Деньги Вперёд», фіналіст 5-го сезону шоу «Голос країни. Нова історія».

## Біографія

### Ранні роки
Народився 29 серпня 1986 року в Одесі. Мати — Лариса Шиндер (Морозова) — музикантка, піаністка, сім'я жила без батька. Має старшу сестру Олену.
Фелікс носить прізвище свого діда по маминій лінії, який переїхав з Балти в Одесу. Сім'я має французько-єврейське коріння. Фелікс навчався в Одесі у середній загальноосвітній школі № 20.
З дитинства захоплювався орнітологією та мріяв працювати у біосферному заповіднику. У 12 років перевівся і продовжив навчання у середній загальноосвітній школі № 39. У 13 років брав участь у МАН (Мала академія наук) та писав роботу про птахів на тему «Кулик-сорока, ендемік Тузлівських лиманів». Звернувся до заступника директора одеського зоопарку, щоб отримати рецензію на роботу та отримав пропозицію щодо малої роботи з догляду за птахами.
Отримував 50 гривень на місяць. 2000 року, коли Феліксу було 14 років, сім'я емігрувала до Ізраїлю та проживала у місті Нетанья.
Фелікс навчався івриту в Ульпані «Аківа» і потім у звичайній загальноосвітній школі. 2002 року сім'я повернулася до Одеси. Фелікс закінчив навчання у школі № 20. Після закінчення школи не визначився з професією, не хотів вступати до університету «за потребою» та зайнявся пошуками себе.
У 17 років, захопившись філософією бітників, кілька років провів у подорожах автостопом: до Ірану, Грузії, Азербайджану, а також у поїздках Росією та Україною. В одній з поїздок отримав у подарунок від друга блюзову губну гармошку, яка стала його незамінним музичним інструментом у всіх поїздках.

### Кар'єра
У 20 років зібрав свій перший музичний колектив під назвою «Хай Вей», який грав музику в жанрі блюз-рок та регі. Гурт виконував авторські пісні Фелікса. Незабаром Фелікс склав пісню на одеську тематику, що відрізнялася від загального репертуару гурту на той момент, і назвав її «Одеською», оскільки інших одеських пісень у репертуарі Фелікса ще не було. Ця композиція «Одеська» за кілька років стала основою нового музичного напряму — одеської пісні.
2013 року Фелікс отримав запрошення на участь у кастингу телепроєкту «Голос країни». На сліпих прослуховуваннях виконав пісню «Лимончики», проте вибув із проєкту. Цього ж року Фелікс розпустив свій колектив «ХайВей» та зібрав тріо — вокал, гітара, акордеон — для роботи у ресторані «Франзоль» на вулиці Дерибасівській.
Під час одного із приватних заходів на майданчику одеського закладу відбувся неприємний інцидент: із гуртом не розрахувалися за виступ — і Феліксу прийшла ідея перейменувати колектив на «Музичний кооператив „Гроші Вперед“». Фелікс Шиндер визначив жанр, у якому працює колектив: поєднання міського фольклору Молдаванки, клезмера, балканських ритмів та особливого «одеського гумору».
Восени 2014 року гурт взяв участь у відкритті міжнародного фестивалю «Odessa Jazz Fest 2014», а Фелікс Шиндер співпрацював із засновником фестивалю, відомим джазовим піаністом Юрієм Кузнецовим.
У березні 2015 року вдруге взяв участь у телевізійному шоу «Голос країни». На етапі сліпих прослуховувань виконав пісню «Коли гойдаються ліхтарики нічні» авторства Гліба Горбовського та став учасником команди Святослава Вакарчука. Фелікс став фіналістом телепроєкту та отримав визнання публіки за свою самобутність та щирість.

## Особисте життя
Фелікс Шиндер одружений та має дочку та сина. Зі своєю дружиною познайомився 2018 року в Парижі.

## Нагороди та досягнення
- 2015 — фіналіст телепроєкту «Голос країни. Нова історія»
- 2015 — виступ на відкритті 6-го Одеського міжнародного кінофестивалю
- 2015 — учасник фестивалю Koktebel Jazz Festival 2015
- Грудень 2015 — лауреат премії «Народне визнання» у номінації «Музичний прорив року»
- 2016 — зіграв роль у кінофільмі «Громадянин Ніхто» (2016, багатосерійний, реж. Володимир Янковський)
- 2016 — зіграв роль у кінофільмі «Одеса як вона є. Люди — Події» (2016, реж. Роман Волчак, Андранік Давтян, Андрій Поповиченко)
- 2016 — зіграв роль у кінофільмі «Retour aux sources: François Berléand» (2016, реж. David Perrier)
- 2016 — зіграв роль у кінофільмі «Конкурсант. Смертоносне шоу» (2016, реж. Олександр Біляк)
- Квітень 2017 — лауреат І місця щорічного конкурсу одеської пісні «Співаю про тебе я, Одесо моя!»
- 2018 — учасник фестивалю Koktebel Jazz Festival 2018
- 2019 — лауреат гран-прі 27-ї Народної премії Плауен Фольхербст у Німеччині
- 2020 — спільний виступ з Борисом Гребенщиковим та спільний відеокліп з Андрієм Макаревичем